# Mármaron (ort)
Mármaron (Marmaro) är en ort i Grekland.   Den ligger i prefekturen Nomós Kerkýras och regionen Joniska öarna, i den västra delen av landet, 400 km nordväst om huvudstaden Aten. Mármaron ligger 88 meter över havet och antalet invånare är 174. Den ligger på ön Korfu.
Terrängen runt Mármaron är kuperad åt nordväst, men åt sydost är den platt. Havet är nära Mármaron åt sydväst.Runt Mármaron är det ganska tätbefolkat, med 172 invånare per kvadratkilometer. Närmaste större samhälle är Korfu, 13,6 km öster om Mármaron. 